# 中部化粧品工業会
中部化粧品工業会（ちゅうぶけしょうひんこうぎょうかい）（CHUBU Cosmetic Industry Association）は、中部地区内に工場又は事業所を有する化粧品及び医薬部外品（以下化粧品等という）の製造販売業者又は
製造業者及びこれらに準ずる者を以て組織する。

## 概要
1995年（平成７年）3月24日に設立。2023年4月に他地域二会と連合会を統合し解散。

## 目的
会員相互の親睦、連絡を図り、会員の事業に共通の利益を増進し、化粧品工業の発達に必要な事項について業界の公正な世論を明らかにし、
業界の健全な発展を推進し、国民生活の安定向上に寄与すること。

## 関連団体
- 日本化粧品工業連合会
- 東京化粧品工業会
- 西日本化粧品工業会